# 2011년 FIFA 여자 월드컵 예선
이 문서는 2011년 FIFA 여자 월드컵의 지역 예선에 관한 문서이다.

## 예선 그룹

### 남미 축구 연맹(CONMEBOL)
- 브라질(우승 팀),  콜롬비아(준우승 팀) 본선 진출.

### 북중미카리브 축구 연맹(CONCACAF)
- 캐나다(우승 팀),  멕시코(준우승 팀) 본선 직행.
- 미국(3위 팀)은 유럽 지역(UEFA) 팀과의 대륙간 플레이오프에 진출.

### 아시아 축구 연맹(AFC)
- 오스트레일리아(우승 팀),  조선민주주의인민공화국(준우승 팀),  일본(3위 팀) 본선 진출.

### 아프리카 축구 연맹(CAF)
- 나이지리아(우승 팀),  적도 기니(준우승 팀) 본선 진출.

### 오세아니아 축구 연맹(OFC)
- 뉴질랜드(우승 팀) 본선 진출.

### 유럽 축구 연맹(UEFA)
- 독일은 개최국 자격으로 자동으로 본선 진출.
- 프랑스,  잉글랜드,  노르웨이,  스웨덴은 플레이오프를 통해 본선 직행.
- 이탈리아(플레이오프 패자부활전 승리 팀)는 북중미카리브 지역(CONCACAF) 팀과의 대륙간 플레이오프에 진출.

## UEFA-CONCACAF 대륙간 플레이오프
대륙간 플레이오프는 북중미카리브 지역 3위 팀과 유럽 지역 플레이오프 패자부활전 승리 팀이 맞붙게 된다.
| 팀 1     | 합계  | 팀 2 | 1차전 | 2차전 |
| -------- | ----- | ---- | ----- | ----- |
| 이탈리아 | 0 - 2 | 미국 | 0 - 1 | 0 - 1 |

| 이탈리아 | 0 – 1 | 미국 |
| -------- | ----- | ---- |
|          |       |      |

| 미국 | 1 – 0 | 이탈리아 |
| ---- | ----- | -------- |
|      |       |          |

 미국이 합계 2 – 0으로 본선 진출.

## 본선 진출국

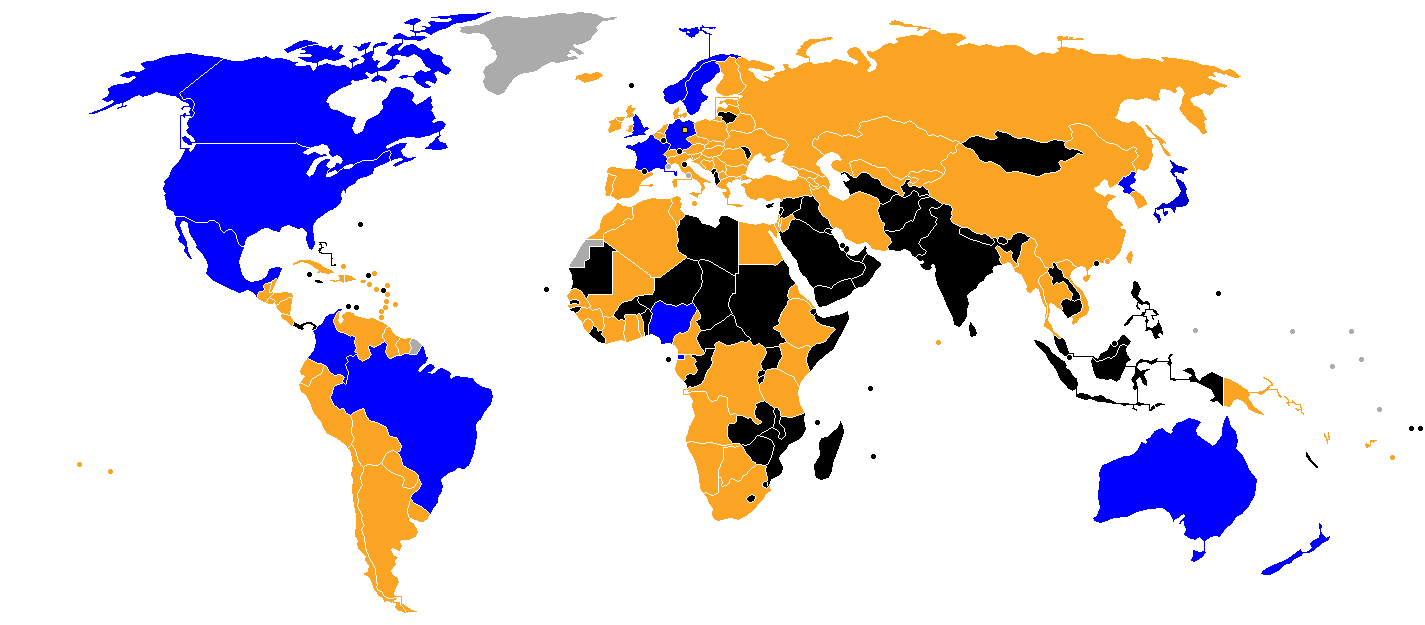
2011년 FIFA 여자 월드컵 예선

|  | 본선 진출                 |
|  | 탈락 (기권과 실격을 포함) |
|  | 불참                      |
|  | FIFA 비회원국             |

| 팀                     | 본선 진출 경로                               | 본선 진출 날짜   | 본선 진출 횟수 | 연속 진출 횟수 | 마지막 진출 | 역대 최고 성적         | FIFA 여자 랭킹 |
| ---------------------- | -------------------------------------------- | ---------------- | -------------- | -------------- | ----------- | ---------------------- | -------------- |
| 독일                   | 개최국                                       | 2007년 10월 30일 | 6회            | 6회            | 2007        | 우승 (2003, 2007)      | 2              |
| 오스트레일리아         | 2010년 AFC 여자 아시안컵 우승                | 2010년 5월 27일  | 5회            | 5회            | 2007        | 8강 (2007)             | 11             |
| 조선민주주의인민공화국 | 2010년 AFC 여자 아시안컵 준우승              | 2010년 5월 27일  | 4회            | 4회            | 2007        | 8강 (2007)             | 8              |
| 일본                   | 2010년 AFC 여자 아시안컵 3위                 | 2010년 5월 30일  | 6회            | 6회            | 2007        | 8강 (1995)             | 4              |
| 프랑스                 | 유럽 지역 예선 플레이오프 승자               | 2010년 9월 15일  | 2회            | 1회            | 2003        | 조별 리그 (2003)       | 7              |
| 노르웨이               | 유럽 지역 예선 플레이오프 승자               | 2010년 9월 15일  | 6회            | 6회            | 2007        | 우승 (1995)            | 9              |
| 스웨덴                 | 유럽 지역 예선 플레이오프 승자               | 2010년 9월 16일  | 6회            | 6회            | 2007        | 준우승 (2003)          | 5              |
| 잉글랜드               | 유럽 지역 예선 플레이오프 승자               | 2010년 9월 16일  | 3회            | 2회            | 2007        | 8강 (1995, 2007)       | 10             |
| 뉴질랜드               | 2010년 OFC 여자 축구 선수권 대회 우승        | 2010년 10월 8일  | 3회            | 2회            | 2007        | 조별 리그 (1991, 2007) | 24             |
| 캐나다                 | 2010년 CONCACAF 여자 골드컵 우승             | 2010년 11월 5일  | 5회            | 5회            | 2007        | 4위 (2003)             | 6              |
| 멕시코                 | 2010년 CONCACAF 여자 골드컵 준우승           | 2010년 11월 5일  | 2회            | 1회            | 1999        | 조별 리그 (1999)       | 22             |
| 나이지리아             | 2010년 아프리카 여자 축구 선수권 대회 우승   | 2010년 11월 11일 | 6회            | 6회            | 2007        | 8강 (1999)             | 27             |
| 적도 기니              | 2010년 아프리카 여자 축구 선수권 대회 준우승 | 2010년 11월 11일 | 1회            | 1회            | 첫 출전     | 첫 출전                | 61             |
| 브라질                 | 2010년 남미 여자 축구 선수권 대회 우승       | 2010년 11월 19일 | 6회            | 6회            | 2007        | 준우승 (2007)          | 3              |
| 콜롬비아               | 2010년 남미 여자 축구 선수권 대회 준우승     | 2010년 11월 21일 | 1회            | 1회            | 첫 출전     | 첫 출전                | 31             |
| 미국                   | UEFA-CONCACAF 대륙간 플레이오프 승자         | 2010년 11월 27일 | 6회            | 6회            | 2007        | 우승 (1991, 1999)      | 1              |